# Las chicas del cable (3.ª temporada)
A terceira temporada da série de televisão espanhola, Las chicas del cable (em português:  As Telefonistas), foi encomendada em 2017, antes mesmo da estreia da da segunda temporada, e estreou em 7 de setembro de 2018, contando com 8 episódios. A temporada é produzida pela pela Bambú Producciones e distribuída mundialmente pelo serviço de streaming Netflix; a showrunner é Teresa Fernandez-Valdes.

## Sinopse
Um grave incidente durante o casamento de Lidia mudará sua vida e elas terão que lutar apaixonadamente pelo que mais acreditam. Sem querer, elas se encontrarão imersas em situações de perigo, de vingança oculta, segredos não mencionáveis e de sentimentos contraditórios, mas cada uma delas experimentará o início da nova década com o apoio incondicional de suas amigas.

## Elenco e personagens
| - Blanca Suárez como Alba Romero/Lidia Aguilar - Yon González como Francisco Gómez - Maggie Civantos como Ángeles Vidal - Ana Fernández como Carlota Rodríguez de Senillosa - Nadia de Santiago como María Inmaculada "Marga" Suárez Pazos - Martiño Rivas como Carlos de Cifuentes - Ana Polvorosa como Sara Millán - Borja Luna como Miguel Pascual - Nico Romero como Pablo Santos e Julio Santos - Ángela Cremonte como Elisa de Cifuentes - Antonio Velázquez como Cristóbal Cuevas Moreno - Luis Fernández como Pedro Gusmán - Ernesto Alterio como Sebastián Uribe - Concha Velasco como Carmen de Cifuentes | - Kiti Mánver como Victoria - Tina Sainz como Dona Lola - Luisa Gavasa como Pilar de Senillosa - Anna Moliner como Lucía - Carlota Baró como Miriam Zafra - Patricia Peñalver como Perla - Gaizka Ugarte como Fidel - Iván Marcos como Curro - Isabel Naveira como Almudena - Leticia Torres como Estíbaliz - Tacuara Casares como Catalina - Pietro Olivera como Ernesto - Marisa Lahoz como Irmã Asunción - José Luis Alcobendas como Heliodoro Calzada - Héctor González Nieto como Perico | - Miguel Lago como Alfonso XIII - Anahí Civantos como Sofía Vidal - Joan Crosas como Emilio Rodríguez "El Halcón" - Lolo Herrero como Grondona - Luz Cipriota como Valeria Casini - Mentxu Romero como Dolores Torres - Mercè Ramos como Irmã Caridade - Juanjo Barón como Policial - Juan Alberto López como Médico de Carmen - Paco Marín como Policial - Borja Teixera como Ramírez - Daniel Ortiz como Roque - Arnau Gol como Inspetor de incêndio - Juan Carlos Rueda como "Apache" - Jose Luis Angulo como Locutor de rádio - Nando González como Damián Aguirre - María Morales como Mulher de Damián - Juan Rueda como Octavio Monsalve - Toni Martínez como Domingo Casas - Miguel Mota como Padre - Carlos de Austria como Advogado da família Cifuentes - Aitor Beltrán como Doutor Pablo - Julio Mardelo como Sara - Perla Ahsen como convidada do casamento |

Nota
1. ↑  Creditado até o episódio 5

## Episódios
| N.º na série | N.º na temp. | Título original (Título no Brasil)                            | Dirigido por      | História por | Roteiro por                                                                        | Lançamento            |
| --- | ------------ | ------------------------------------------------------------- | ----------------- | --- | ---------------------------------------------------------------------------------- | --------------------- |
| 17 | 1            | "Capítulo 17: El tiempo" "(Capítulo 17: O tempo)" (BR)        | Roger Gual        | Ramón Campos, Gema R. Neira, Teresa Fernández-Valdez, Maria José Rustarazo, Flora Gonzáles Villanueva & Paula Fernández  | Almudena Ocaña, Paula Fernández, Maria José Rustarazo & Flora Gonzáles Villanueva  | 7 de setembro de 2018 |
| Lídia está se recuperando de seus ferimentos e dando à luz uma menina. Carlos e Lidia decidem se casar, mas no dia da celebração acontece um incêndio na igreja. Grande parte dos convidados são tratados no hospital, exceto o pai de Carlota, Elisa e outras pessoas que morreram. Eva, filha de Carlos e Lidia, está desaparecida e supostamente morta. |              |                                                               |                   | |                                                                                    |                       |
| 18 | 2            | "Capítulo 18: La muerte" "(Capítulo 18: A morte)" (BR)        | Roger Gual        | Ramón Campos, Gema R. Neira, Teresa Fernández-Valdez, Maria José Rustarazo, Flora Gonzáles Villanueva & Alberto Grondona | Almudena Ocaña, Maria José Rustarazo, Flora Gonzáles Villanueva & Alberto Grondona | 7 de setembro de 2018 |
| Lidia está convencida de que sua filha não está morta porque encontrou seu cobertor atrás da igreja. Com a ajuda de suas amigas, ela faz o possível e o impossível para obter provas de que sua filha está viva e foi sequestrada por Carmen de Cifuentes. Quanto a Ángeles, ela está infiltrada pela polícia em uma rede de gângsteres para realizar seu crime. |              |                                                               |                   | |                                                                                    |                       |
| 19 | 3            | "Capítulo 19: La verdad" "(Capítulo 19: A verdade)" (BR)      | Antonio Hernández | Ramón Campos, Gema R. Neira, Teresa Fernández-Valdez, Maria José Rustarazo, Flora Gonzáles Villanueva & Alberto Grondona | Estíbaliz Burgaleta & Maria José Rustarazo                                         | 7 de setembro de 2018 |
| As pessoas que fazem negócios com Carmen não sequestraram Eva e Lídia, portanto, vai ver Uribe para que ele lhe explique por que ele estava subornando um homem. Descobrimos então que Uribe comprou seu silêncio porque havia descoberto seu outro casamento na Argentina, mas que na igreja ele o matou acidentalmente. Lidia então pensa que Carmen queimou a igreja para que ninguém a conhecesse e que, portanto, foi culpa dela. |              |                                                               |                   | |                                                                                    |                       |
| 20 | 4            | "Capítulo 20: La venganza" "(Capítulo 20: A vingança)" (BR)   | Antonio Hernández | Ramón Campos, Gema R. Neira, Teresa Fernández-Valdez, Maria José Rustarazo, Flora Gonzáles Villanueva & Alberto Grondona | Estíbaliz Burgaleta & Maria José Rustarazo                                         | 7 de setembro de 2018 |
| Linda e Francisco vão para um orfanato pertencente às freiras. Eles executam o plano e Linda reconhece o choro da filha. Mas eles saem para não serem descobertos. O Policial Cristobal mata Alpache para ganhar a confiança de Pedro Guzmán. Carlota tem cada vez mais influência desde que comunica suas ideias no rádio de Carlos, sob o nome de Athena. Mas ela será exposta em breve por causa de um ex-membro da Violette. Marga seduz "Pablo", graças ao livro que Angeles lhe confiou. Carmen sabe que Lídia roubou o arquivo de Myriam de seu braço direito e está pagando a fiança de Uribe. A partir de então, Lídia ordena que Pedro mate Carmen. Uribe ouve a conversa de Carmen e entende que ele foi enganado. Ele é morto quando espera contar o que ouviu a Lídia. Eva está viva e só Carmen sabe onde está (no convento). Então Lidia entende que cometeu um erro, ela deve salvar Carmen para encontrar sua filha. Mas Pedro já deu a ordem. No final do episódio, vemos Elisa cuidando de Eva no convento. |              |                                                               |                   | |                                                                                    |                       |
| 21 | 5            | "Capítulo 21: El pecado" "(Capítulo 21: O pecado)" (BR)       | Carlos Sedes      | Ramón Campos, Gema R. Neira, Teresa Fernández-Valdez, Maria José Rustarazo, Flora Gonzáles Villanueva & Alberto Grondona | Almudena Ocaña                                                                     | 7 de setembro de 2018 |
| Carmen acaba no hospital, mas os inspetores dizem que o acidente foi premeditado. Carlos pergunta se Lídia é culpada, ela não nega. Acabou a história deles. Elisa vai ao hospital ver sua mãe, mas se esconde sob o disfarce de uma irmã devota. Ela vê o irmão e, em um jornal, a morte do marido. Ela foi enganada o tempo todo por sua mãe, que mentiu para ela. Ela sabe que está presa no convento. Marga encontra o verdadeiro Pablo no trabalho e descobre que ela foi infiel a ele. Francisco se aproxima de Perla e começa a sentir sentimentos. Carlota está ameaçada e concorda em saber mais sobre seus detratores em uma consulta. Carmen ordena a morte de Lídia. |              |                                                               |                   | |                                                                                    |                       |
| 22 | 6            | "Capítulo 22: La lucha" "(Capítulo 22: A luta)" (BR)          | Carlos Sedes      | Ramón Campos, Gema R. Neira, Teresa Fernández-Valdez, Maria José Rustarazo, Flora Gonzáles Villanueva & Paula Fernández  | Estíbaliz Burgaleta & Maria José Rustarazo                                         | 7 de setembro de 2018 |
| Guzman ameaça matar Angeles, mas ela conclui um acordo com ele: entregar Cuevas. Uma irmã tenta entrar em contato com Lidia para admitir onde está sua filha, mas ela fica nervosa. A esposa de Uribe reivindica a herança da empresa para o filho. Angeles confia em Lidia e diz que Pedro Guzman vai matar seu amante, ela o ajuda e resolve tudo. Lídia sabe que nem tudo é coincidência, ela pede a ajuda de seus amigos e Francisco, mas este se recusa. Ela está, portanto, determinada a encontrar sua filha sem ele. Mas tarde demais, Carmen e Elisa deixam o convento com o bebê. Elisa ouve nas portas do hotel. Carmen é a única responsável pela morte do marido e quer que Lidia morra. Carlota fala no rádio que sua luta está longe de terminar. Lidia vai para o quarto e é apontada pela pistola. Ela entende que vão colocar seu assassinato como um suicídio. |              |                                                               |                   | |                                                                                    |                       |
| 23 | 7            | "Capítulo 23: La esperanza" "(Capítulo 23: A esperança)" (BR) | Roger Gual        | Ramón Campos, Gema R. Neira, Teresa Fernández-Valdez, Maria José Rustarazo, Flora Gonzáles Villanueva & Alberto Grondona | Maria José Rustarazo, Flora Gonzáles Villanueva & Alberto Grondona                 | 7 de setembro de 2018 |
| Elisa quer fugir, mas Myriam impede. Lídia vira o assassino e Elisa chega na frente dela. Lídia denuncia a sogra diante do rei. Mas já previmos isso, Lucia e seus amigos querem a abdicação do rei, caso contrário eles derramarão o sangue de todas as pessoas da empresa. Carlota se alinha ao lado deles para salvar seus amigos. Carmen confessa tudo ao filho. Eles sabem que sua filha vai sair com Miriam às 14h. Eles podem impedir isso. |              |                                                               |                   | |                                                                                    |                       |
| 24 | 8            | "Capítulo 24: El destino" "(Capítulo 24: O destino)" (BR)     | Roger Gual        | Ramón Campos, Gema R. Neira, Teresa Fernández-Valdez, Maria José Rustarazo, Flora Gonzáles Villanueva & Alberto Grondona | Maria José Rustarazo, Flora Gonzales Villanueva & Alberto Grondona                 | 7 de setembro de 2018 |
| Com a situação piorando a cada dia, Lidia tenta encontrar Eva, Marga deixa Pablo chocado, Carlota assume um grande risco e Ángeles faz uma importante descoberta |              |                                                               |                   | |                                                                                    |                       |

## Produção
A terceira temporada foi confirmada em maio de 2017 em vídeo postado pela Netflix em suas redes sociais, onde foi revelado que a segunda temporada estrearia em dezembro do mesmo ano e que a terceira estrearia no ano seguinte, 2018. 
O início das gravações foi divulgada no dia 1 de fevereiro de 2018, na conta oficial da Bambú Producciones no twitter.

## Recepção

### Resposta da crítica
O site agregador de análises Rotten Tomatoes registra uma classificação de aprovação de 67%, com uma pontuação média de 5/10, com base em 6 avaliações.

### Avaliação dos críticos
Silvina Lamazares, do Diario Clarín, deu uma classificação "boa" para a temporada, dizendo que "com uma mega exibição de produção e uma recreação bem-sucedida da década de 1930, a ficção - que inicialmente contou sobre a luta individual de quatro mulheres para alcançar sua independência em uma sociedade machista - transita dignamente através do universo hiper povoado, só que para elevar a cabeça acima da linha média precisaria se aprofundar mais nos conflitos. E não ficar apenas na anedota.
Patrícia Puentes, do CNET, faz uma dura crítica dizendo que nessa temporada os "escritores e produtores andaram de mãos dadas com a ração de novelas na série", se referindo aos muitos acontecimentos marcantes em apenas 2 episódios, além de tudo isso vir "com diálogos que muitas vezes beiram o implausível como este: 'E o que faço agora com 50 milhões de pesetas?'". Porém, ela também deixa um comentário positivo acerca dos figurinos dizendo que "também existem pequenos momentos em que a série funciona e isso apenas nos lembra por que ficamos viciados nela. Eles ainda usam os penteados e roupas dos anos 20 dos mais sexy". Ela também comenta sobre a trilha sonora, dizendo que ainda a lamenta, mas isso já faz parte do DNA da série e dificilmente desaparecerá.
Albertini, do espinof, fala que essa temporada "oferece tramas mais interessantes do que seus antecessores", mas por outro lado ele critica o desempenho do elenco dizendo: "Embora na parte da trama pareça ficar mais interessante, o que a série acha difícil avançar é o que se refere às performances. Nem mesmo a dupla 'villanesco', interpretada por Concha Velasco e Ernesto Alterio, se destaca no meio de um elenco medíocre [...] os atores parecem menos inspirados e comprometidos com seus personagens." Ele conclui que "a terceira temporada de 'Las chicas del cable' aumentou em intensidade, mas, por outro lado, não há indicação de que elas estejam subindo para um novo nível. Quase o oposto: a série é bastante confortável e não procura se complicar."